# Disekce aorty
Disekce aorty je poměrně vzácný, ale obávaný stav, při kterém dojde k rozštěpení stěny nejsilnější tepny v těle. Vzniká nejčastěji souběhem vysokého krevního tlaku a poškozením stěny tepny dědičně či aterosklerózou. Krev se dostává do stěny aorty a poškozuje odstupující tepny. Dalším rizikem je uzavření samotné aorty a krvácení do hrudní dutiny.
Obvyklým příznakem je náhlá bolest na hrudi, někdy se pohybující shora dolů. Další příznaky mohou souviset s porušenými odstupujícími větvemi aorty (mrtvice, bolest břicha, rozdílná pulzace na rukou).
Určit diagnózu disekce je podle samotných příznaků obtížné. Velmi spolehlivá je CT s nástřikem tepen (angiografie) nebo jícnová echokardiografie.
Léčba je náročný chirurgický zásah u typu Stanford A (prevence srdeční tamponády, infarktu myokardu, či poruchy aortální chlopně). Méně častý typ Stanford B je operován pouze při komplikacích.
Více než polovina pacientů s disekcí umírá, naprostá většina před stanovením diagnózy.
Dobrá prognóza je u včas diagnostikovaných typů B s nekomplikovaným průběhem.

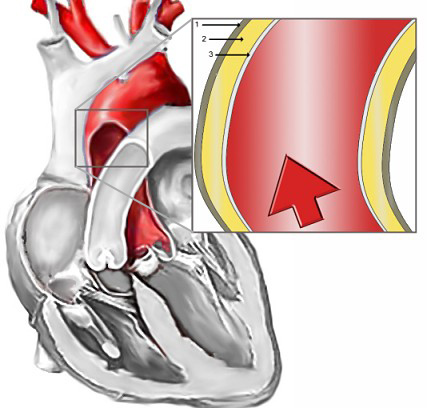
Oblouk aorty je vysoce mechanicky namáhaný
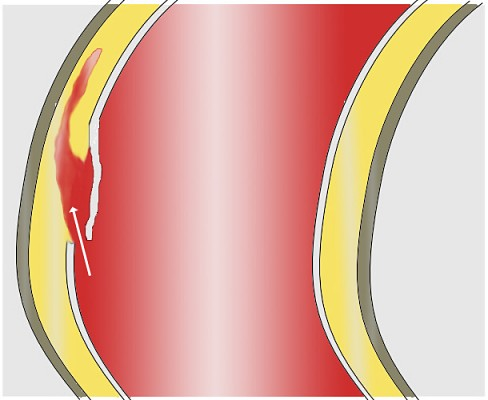
V poškozeném místě aorty krev pod vysokým tlakem vstupuje do stěny
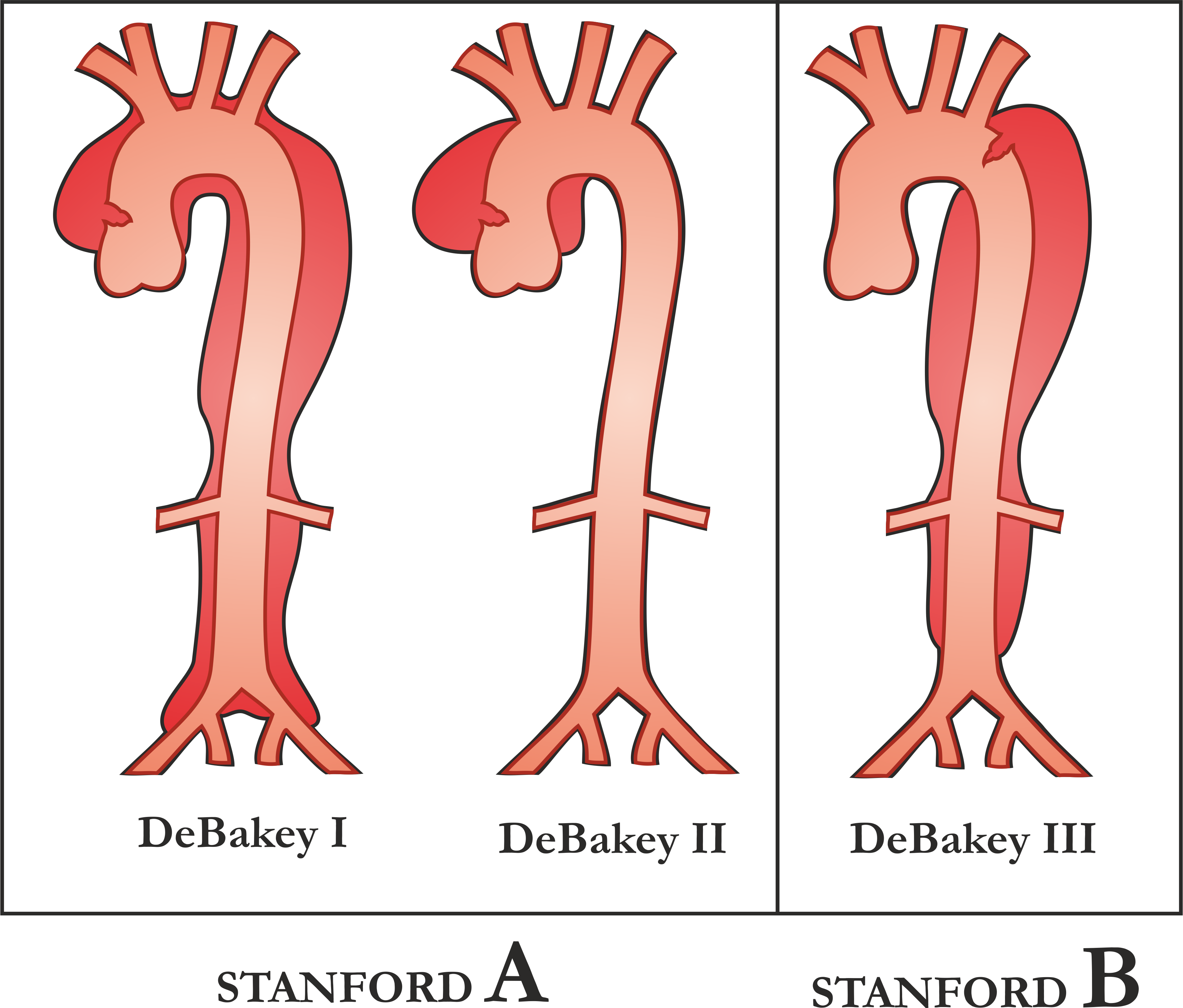
Místo vzniku disekce určuje další osud pacienta, typ A je nezbytné operovat, typ B někdy přežije bez operace
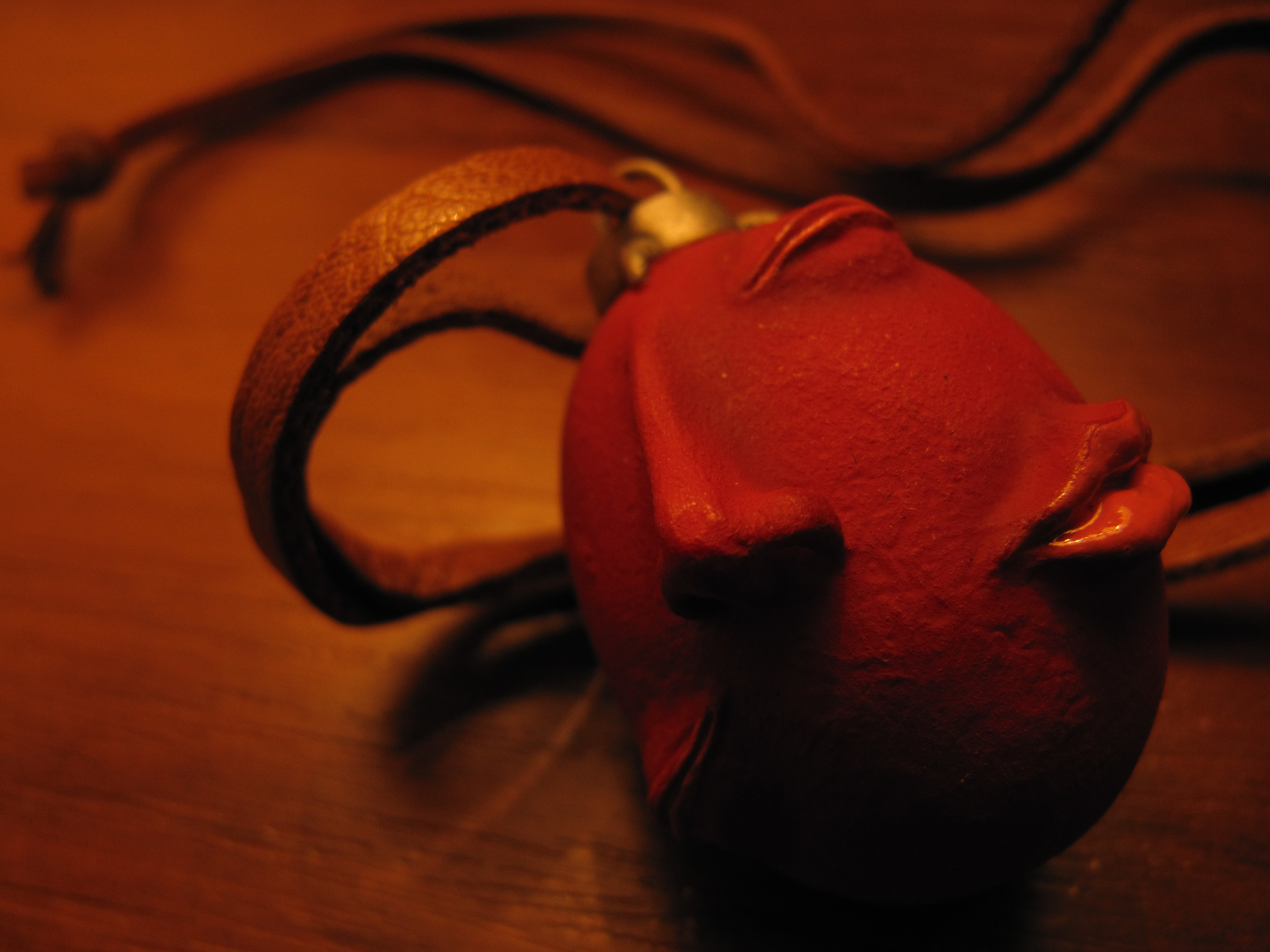
Kentaro Miura - tvůrce manga Berserk zemřel na disekci aorty, český spisovatel Michal Viewegh tento stav po operaci přežil